# قرار مجلس الأمن التابع للأمم المتحدة رقم 1055
قرار مجلس الأمن التابع للأمم المتحدة 1055 ، الذي اتخذ بالإجماع في 8 مايو 1996 ، بعد إعادة تأكيد القرار 696 (1991) وجميع القرارات اللاحقة بشأن أنغولا ، ناقش المجلس عملية السلام، ومدد ولاية بعثة الأمم المتحدة الثالثة للتحقق في أنغولا لغاية 11 يوليو 1996.

## وصلات خارجية
- Text of the Resolution at undocs.org